# Rhodella violacea
Espèce
Synonymes
- Porphyridium violaceum Kornmann, 1965
- Rhodella maculata L.V.Evans, 1970

Rhodella violacea est une espèce d’algues rouges unicellulaire de la famille des Rhodellaceae.
Elle avait été initialement décrite sous le nom de Porphyridium violaceum Kornmann (1965) qui est le basionyme.
Elle a été transférée dans le genre Rhodella par Werner Wehrmeyer en 1971.
L’espèce type du genre Rhodella, Rhodella maculata est un synonyme taxinomique de Rhodella violacea.